# 瓦利岛
瓦利岛（芬蘭語：Vallisaari）是一个在赫尔辛基前方海边的一个岛屿， 位于芬兰堡和桑塔哈米纳之间。和芬兰堡之间隔着库斯塔剑海峡。有一条防波堤和旁边的国王岛相连。瓦利岛面积为76.2公顷，岛上最高点在海平面30米之上。

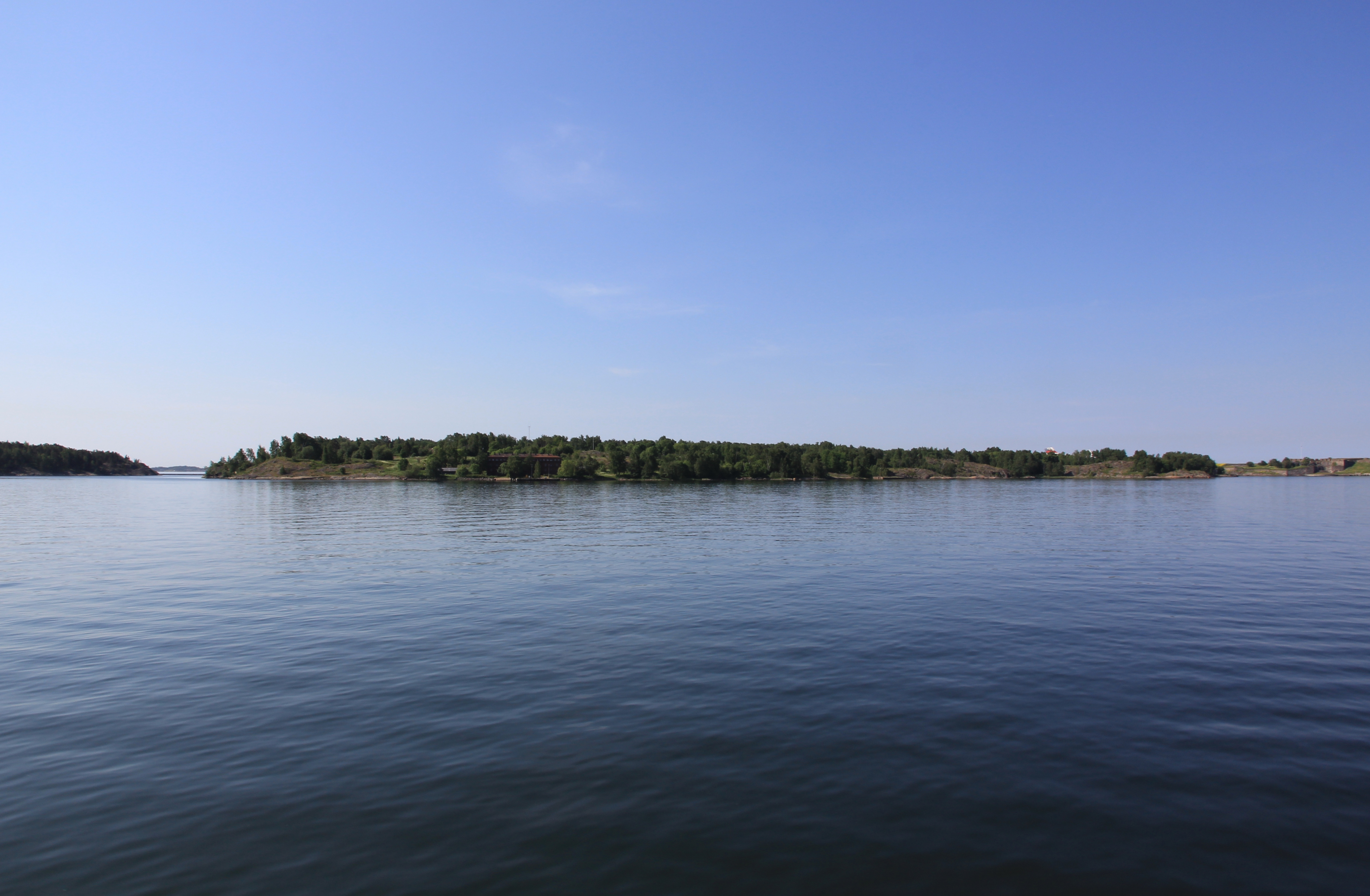
瓦利岛在中间，左边是于防波堤相连的国王岛，右边是芬兰堡

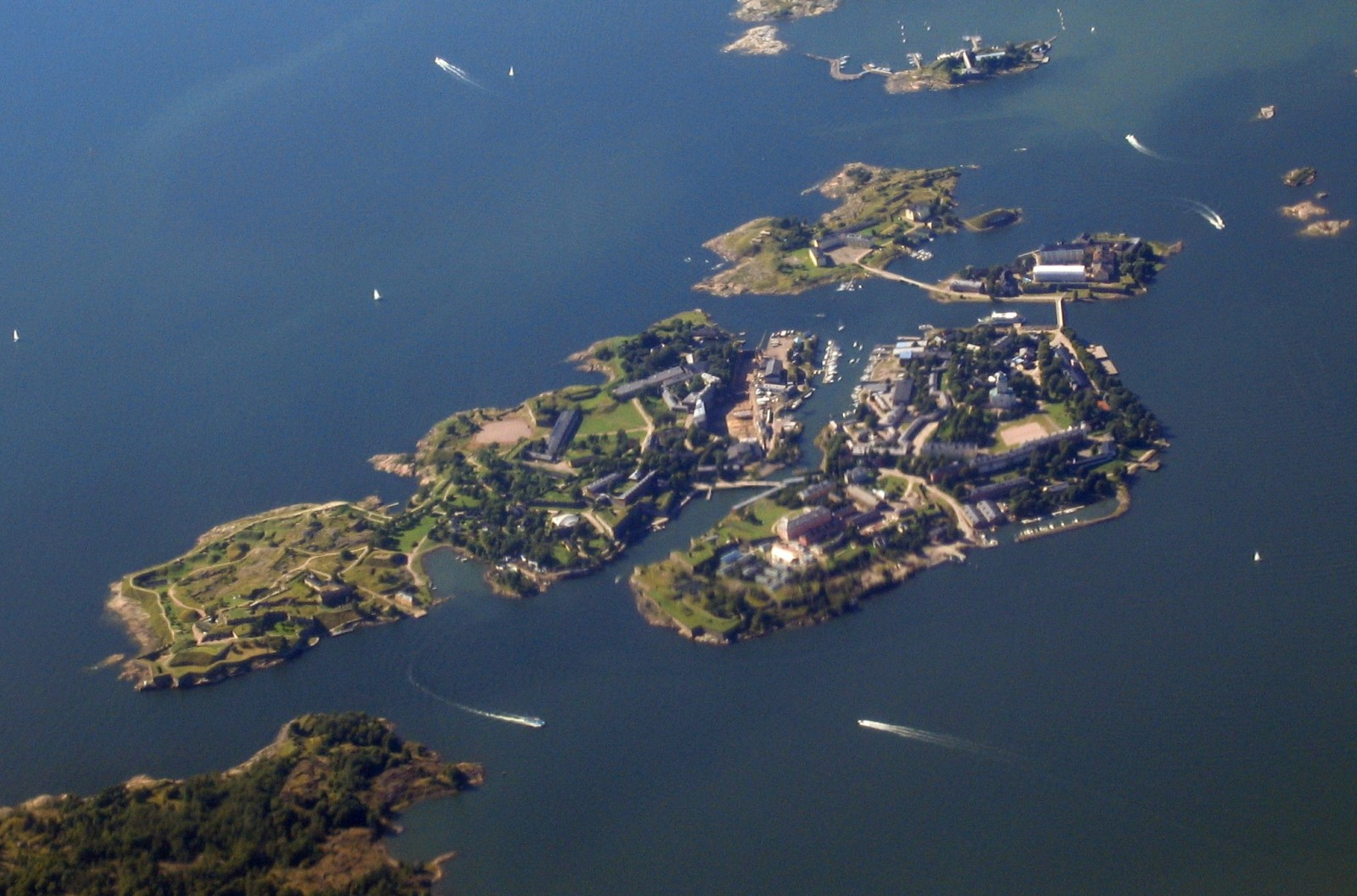
中间芬兰堡的各岛，左下角是瓦利岛

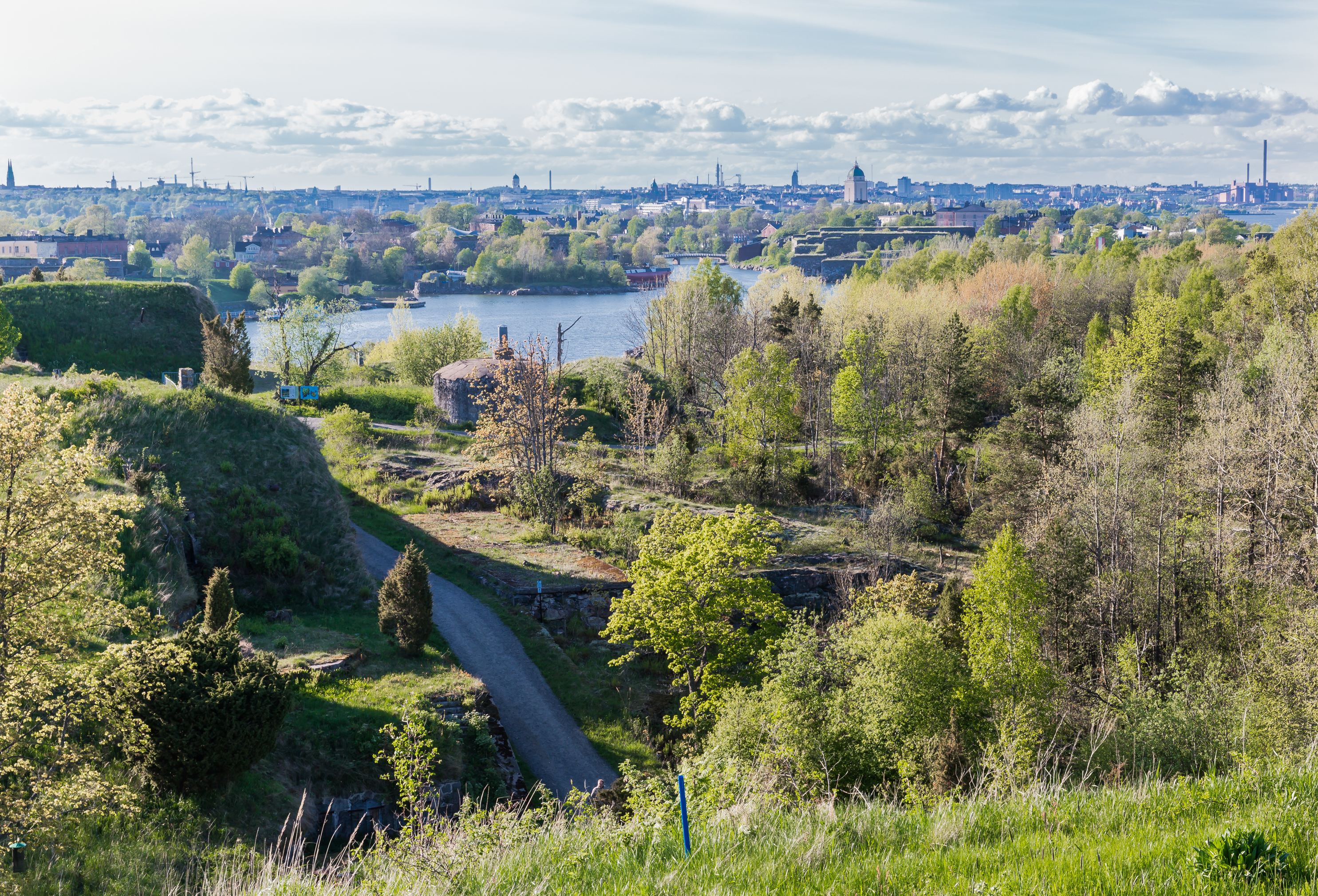
瓦利岛

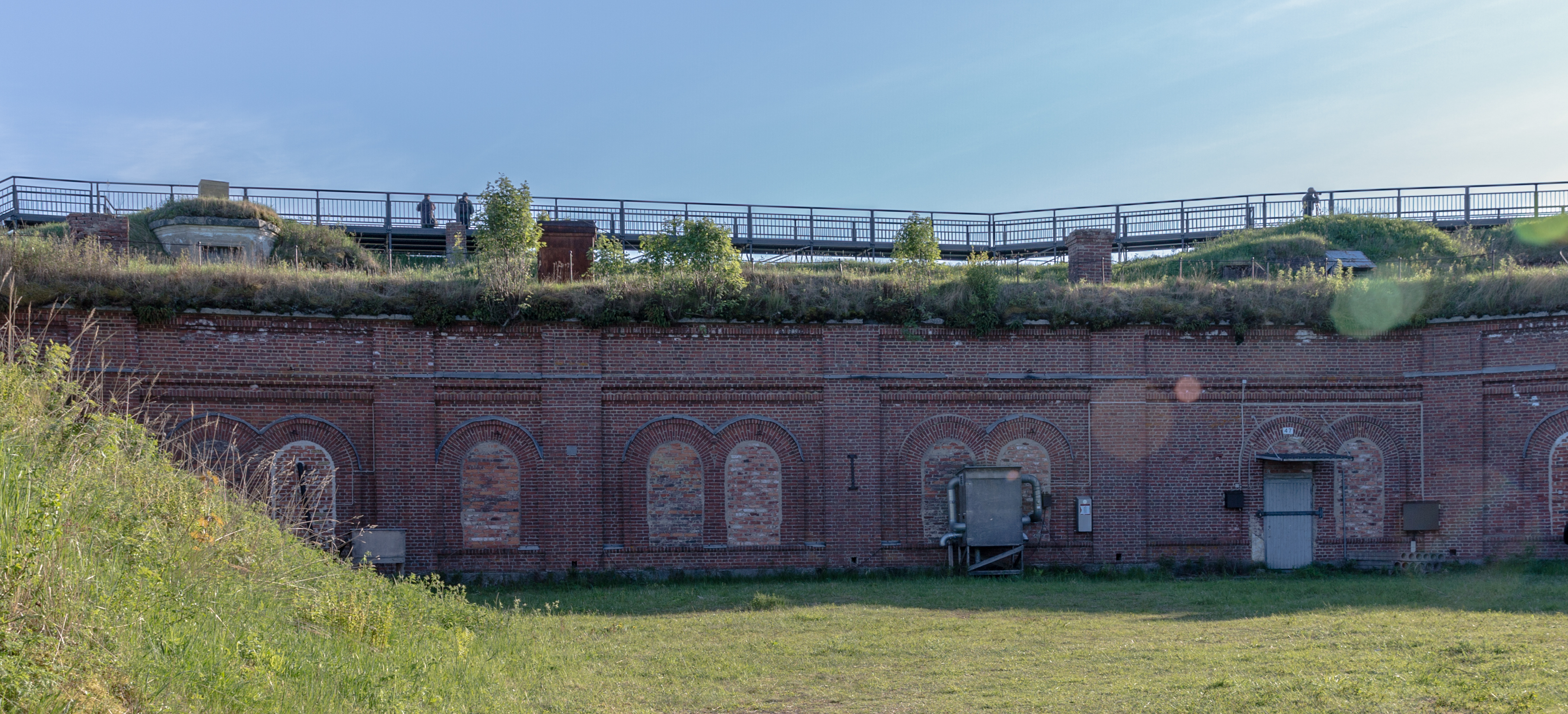
亚历山大炮台和景观平台

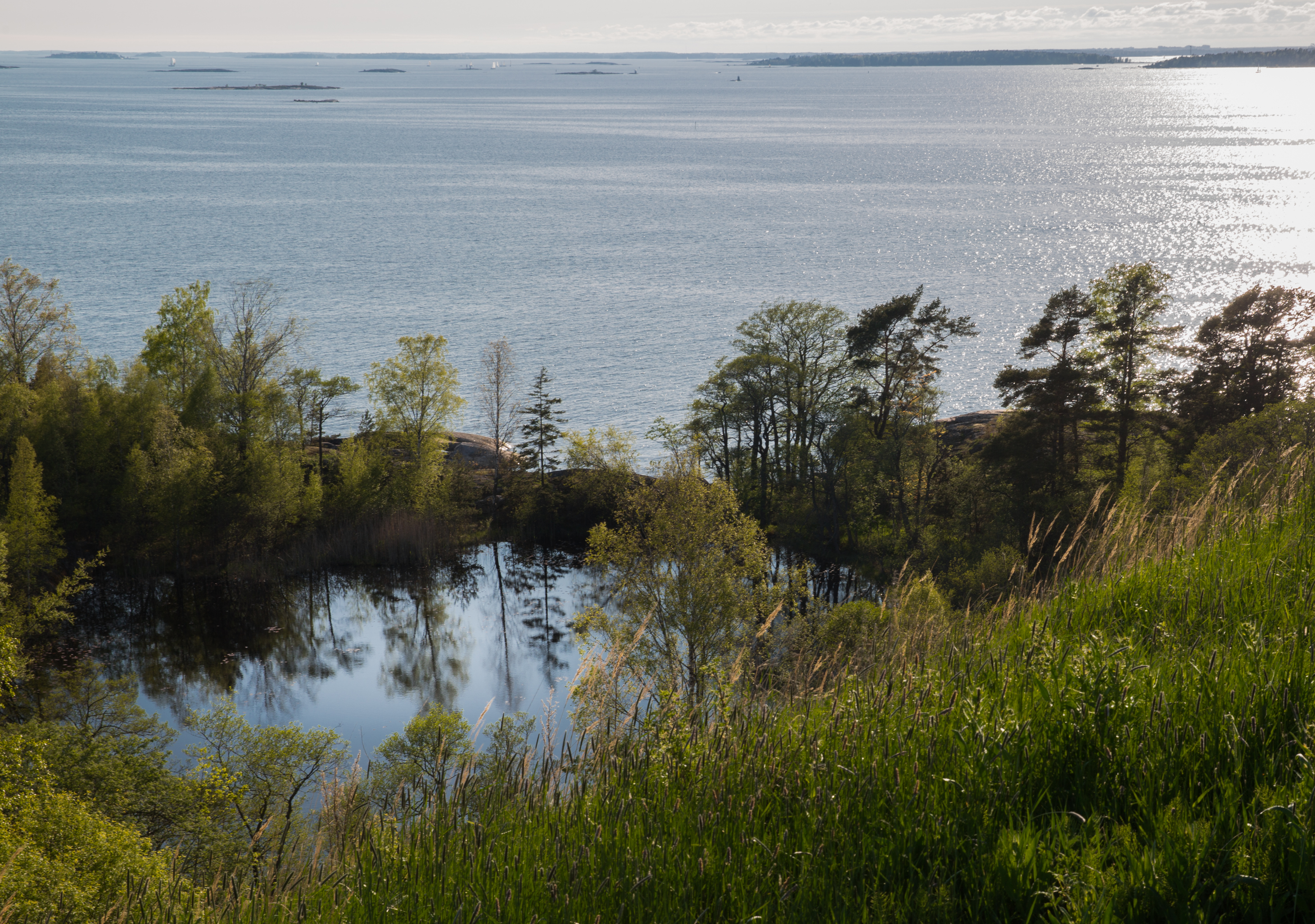
从瓦利岛眺望海面

## 历史
当1554年在库斯塔剑岛上开始修建第一批防护堤的时候，也便开启了瓦利岛用于防御工事的历史。在十八世纪后期就有领航船开往本岛。克里米亚战争爆发之后在1854年和1855年之间在岛上修筑了防御工程，沙皇亚历山大二世在1863年前往本岛视察。因这次视察而特意为他修建了花岗岩道路和阶梯。在1906年斯韦阿堡起义中此岛上进行过火力战斗。1918年这里成为军械储存库。在1937年7月9日岛上发生了惨重的火药库爆炸，12人因此死亡。从1946年到1965年夏天岛上有隶属芬兰国防军之下的中央气象站。

## 对公众开放
由于1937年爆炸后在岛域上还存有未爆的炸药，公众在岛上的行动一直受到限制。
在二十世纪五十年代起本岛开始用于居住用途，岛上的居民为海军总部工作人员及他们的家属。从1996年起岛上再也没人居住了，并且海军的租用合同在2012年期满。从2008年起海军开始挖除陈旧的炸药并清空了储存库。
当2012年6月计划工作组的成员名单明朗之后开始规划岛屿的未来用途。工作组的成员有多方面的政府机构代表，如森林管理局、国有房产管理局、文物局及多个政府部委。同时工作组也一同规划国王岛和库伊瓦岛的未来用途。
本岛属于芬兰全国性重要建筑文化环境，并处于联合国教科文组织世界遗产名单上的芬兰堡的保护限制区。岛上还有1999年设置的0.55公顷的普通赤杨树林保护区。除此之外，截止至2008年在岛上及其邻近区域发现了76种濒危、近危、或者属于欧盟自然指令保护的物种。
2013年3月公布了计划工作组的提议。工作组认为这三个岛屿应该逐步开发成消遣和户外用途，并利用它们的文化及战争历史、自然风景、及与世界遗产芬兰堡的联系来开发旅游业。
2016年春季瓦利岛和国王岛对公众开放为消遣和生态旅游的地方，并有定点的水上巴士前往这些岛屿。森林管理局负责岛上的服务，并对岛屿的未来用途和开发制订了土地使用总体规划。
瓦利岛南部区域至今为止由于安全因素还处于未开放状态，禁止登陆岛南部和在当中行走活动，违者将被处罚。
2020年6月12日至9月27日首届赫尔辛基双年展将在瓦利岛举行，双年展将由赫尔辛基艺术博物馆主办。